# Fin (中森明菜の曲)
「Fin」（フィン）は、日本の歌手中森明菜の楽曲。この楽曲は中森の16枚目のシングルとして、1986年9月25日にワーナー・パイオニア（現：ワーナーミュージック・ジャパン）のリプリーズ・レコードレーベルよりリリースされた (EP: L-1752)。

## 背景
「Fin」は、1986年9月25日にシングル・レコード (EP: L-1752)で発売された。この楽曲は、前作「ジプシー・クイーン」に続いて松本一起が作詞を手掛け、佐藤健が作曲し、佐藤準が編曲した。″Fin″（ファン）とは、フランス語で″終わり″の意味で、同国映画のエンドマークにも使用されるが、アメリカ映画での使用時では″フィン″の読みである。
シングル盤「Fin」のB面として発表された「危ないMON AMOUR」は、中森の12枚目のシングル「SAND BEIGE -砂漠へ-」の作詞を手掛けた許瑛子が作詞し、作曲と編曲は、中森の14枚目のシングル「DESIRE -情熱-」で作曲と編曲を務めた鈴木キサブローと椎名和夫のコンビによる楽曲である。同曲は、NHKの『ヤングスタジオ101』などの音楽番組でも歌唱した。また、2曲ともスタジオ・アルバム『不思議』の収録候補として挙げられていた。
1986年11月10日に発売されたシングルカセット限定作品「ノンフィクション エクスタシー」には、本作2曲のカラオケが収録された。

## 批評
音楽評論家の堤昌司は「Fin」について、男女の終末を描写していると指摘し、歌唱については「感情を押さえたクールなヴォーカル」と語り、楽曲の音楽性については「映画のサントラのような洒落たサウンド」と批評した。また『別冊ザテレビジョン ザ・ベストテン 〜蘇る!80'sポップスHITヒストリー〜』は、この楽曲の歌唱と音楽性について、憂いのあるセーブされた歌唱が冴える「ミディアム・ナンバー」とコメントしている。更に、この楽曲のパフォーマンスについては、TBS系の『ザ・ベストテン』といった音楽番組では、「目深にかぶった帽子とロングコートの衣装」で出演し、モダンな雰囲気を見せていたと指摘されている。

## チャート成績
この楽曲は、TBS系の音楽番組『ザ・ベストテン』では1986年10月16日から1986年10月30日の3週連続で最高順位1位を記録し、1986年10月23日の放送では自身通算50回目の1位を獲得した。オリコン週間シングルチャートでは、1986年10月6日付で初登場・最高順位ともに1位を記録した。同チャートの100位以内においては、計20週に渡ってランクインしている。また、1986年度のオリコン年間シングルチャートでは、25位を記録した。

## 収録曲
| #         | タイトル            | 作詞      | 作曲           | 編曲      | 時間 |
| --------- | ------------------- | --------- | -------------- | --------- | ---- |
| A.        | 「Fin」             | 松本一起  | 佐藤健         | 佐藤準    | 4:10 |
| B.        | 「危ないMON AMOUR」 | 許瑛子    | 鈴木キサブロー | 椎名和夫  | 4:46 |
| 合計時間: | 合計時間:           | 合計時間: | 合計時間:      | 合計時間: | 8:56 |

### 規格
- 1988年6月25日 - 8cmCD: 10SL-146[13]
- 1988年12月21日 - CT: 10L5-4055[14]
- 1998年11月26日 - 12cmCD: WPC6-8673[15]
- 2008年11月12日 - デジタル・ダウンロード[16][17]
- 2014年6月18日 - 12cmCD, Singles Box 1982-1991の一枚として

### 価格
- 発売当時の価格は700円

## クレジット
「Fin」のライナー・ノーツより
- Photo by 海田俊二
- 写真提供: Hi FASHION
- 衣裳協力: LA BREA

## 収録作品
Fin
- 『CD'87』[18][8]
- 『BEST II』[19][8]

危ないMON AMOUR
- 『CD'87』[18][8]